# The Andy Warhol Story
The Andy Warhol Story è un documentario autobiografico del 1967 diretto dall'artista Andy Warhol